# 1482

## Esdeveniments
Països Catalans
- 26 de desembre, València: col·locació de la primera pedra de la Llotja de la Seda, obra de Pere Comte.[1]

Resta del món
- Viatge de Colom a Guinea.
- Navegació pels espanyols del riu Congo.
- El fill de Vlad Ţepeş, Vlad IV, puja al tron de Valàquia com a rei.
- Predicació de Savonarola a Florència.

## Naixements
Països Catalans
Resta del món
- Utiel: Abraham ben Selomó ibn Torrutiel, historiador de l'Àfrica del Nord i dels jueus originaris de la península Ibèrica.

## Necrològiques
Països Catalans
Resta del món
- 25 de març - Florència: Lucrècia Tornabuoni, poeta i noble italiana que s'emparentà amb els Mèdici de Florència (n. 1425).[2]
- 27 de març - Bruges: Maria de Borgonya, duquessa de Borgonya, Brabant i Limburg, comtessa de Flandes, i Holanda.